# Yrjö Selin
Yrjö Selin   (Vaasa, 24 de novembre de 1894 - Hèlsinki, 19 de gener de 1965) va ser un artista de violoncel i professor finlandès a l'Acadèmia Sibelius.
Yrjö Selin després de graduar-se el 1914, va estudiar violoncel a l'Institut de Música de Hèlsinki entre 1915 i 1916 (Ossian Fohström) i París entre 1919-1921 (André Hekking) i 1925 (Pau Casals). Selin va realitzar el seu primer concert el 1919. Selin va actuar com a violoncel·lista solista de l'Orquestra de Vaasa entre 1914 i 1915, com a violoncel·lista de l'"Helsinki City Orchestra" entre 1915 i 1916, com a violoncellista solista de l'orquestra de Turku entre 1916 i 1918 i com a professor i concertista a Noruega el 1922-1934. Des de llavors, Selin es va convertir en violoncel·lista en solitari a la Helsinki Philharmonic Orchestra i en un professor de violoncel Sibelius Academy el 1935. Va ser nomenat professor el 1943.
Les activitats d'ensenyament de Yrjö Selin van aportar fruites precioses. Els seus alumnes de violoncel al començament dels anys 1920 i 1930 han inclòs Pentti Rautawaara, Artto Granroth, Tauno Korhonen, Ilmari Haapalainen i Unto Kunnas, un violoncel noruec Rolf Störseth. Altres estudiants destacats de Yrjö Selin són Harry Sikström, Arno Nieminen, Vili Pulta, Esko Valsta, Erkki Rautio, Eeva-Liisa Hirvonen, Seppo Laamanen, Varpu Siukonen i Arto Noras. Així, es pot dir que Yrjö Selin ha continuat amb glòria el treball d'Ossia Fohström, que ha generat tota una generació de violoncels finlandesos.
Per a un rar artista de violoncel, se li va donar una valuosa peça d'art per interpretar el seu art com a professor Yrjö Selin: en la seva vida va tenir el preciós violoncel construït per Nicolò Amati el 1677, que va adquirir a Alemanya el 1927.
No s'ha d'oblidar l'extensa activitat de gravació de Yrjö Selin. Les representacions de Yrjö Selin han estat gravades per almenys al voltant de 30 cançons de violoncel de Finlàndia i un gran nombre de violoncels estrangers per a enregistraments de vinil i per a banda ampla per a la companyia de difusió finlandesa.
Yrjö Selin ha actuat a Finlàndia, Escandinàvia i París i ha treballat com a músic de cambra.
Els pares de Yrjö Selin eren Johan David Selin, el mag de la corona i Hanna Cecilia Cannel. El seu primer cònjuge va ser Henriette Almlie (nascuda el 1955) i, a partir de 1956, Siiri Pietiläinen. El violinista i director d' Eero Selin (11,7.1893) era el seu germà. Selins va viure entre altres a Ikaalinen (des del 1903).